# Hack-a-Shaq

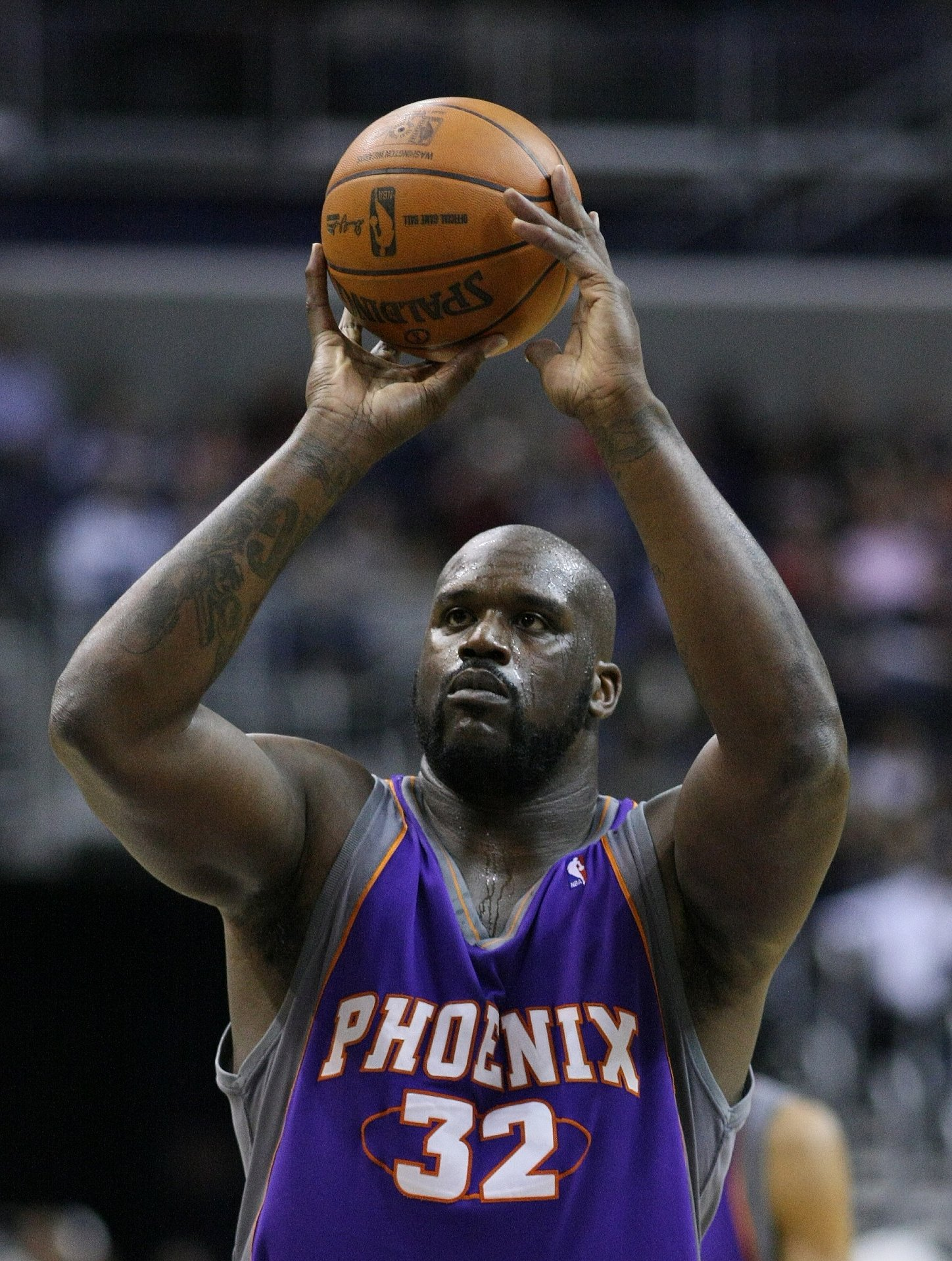
Shaquille O'Neal, znany jako Shaq, wykonujący rzut wolny.

Hack-a-Shaq – taktyka koszykarska polegająca na faulowaniu przy rzutach zawodników, którzy mają problem z wykonywaniem rzutów wolnych. Początkowo wykonywana przeciw Dennisowi Rodmanowi, rozsławiona została jednak dzięki stosowaniu jej na Shaquille O'Nealu, od jego pseudonimu wywodzi się nazwa taktyki.
Strategia jest często wykonywana w dzisiejszej koszykówce, jej ofiarami są najczęściej zawodnicy podkoszowi, grający agresywnie w ofensywie, mający kłopoty z trafianiem rzutów wolnych. Rywale w obawie przed stratą punktów specjalnie faulują takiego zawodnika. Jeśli ten nie trafi co najmniej jednego z dwóch rzutów wolnych, drużyna faulujących odniesie w ostatecznym rozrachunku korzyść punktową.
Podczas jednego z meczów NBA - Finałów Konferencji Zachodniej pomiędzy Sacramento Kings i drużyną O'Neala - Los Angeles Lakers, Shaq podchodził do rzutów wolnych 17 razy, trafiając 13 z nich. Powtórki jednak ukazały, że O'Neal podczas rzutu w sposób nielegalny przekraczał linię rzutów wolnych.